# Sidi Ahmed Ou Amar
Sidi Ahmed Ou Amar (àrab سيدي أحمد أو عمرو) és una comuna rural de la província de Taroudant de la regió de Souss-Massa. Segons el cens de 2014 tenia una població total de 15.982 persones.